# سد أوناغامي
سد أوناغامي  هو سد جاذبية يقع في محافظة شيمانه في اليابان. يستخدم السد للسيطرة على الفيضانات وإمدادات المياه. تبلغ مساحة مستجمعات المياه في السد 106.2 كيلومتر مربع. يحجز السد حوالي 90 هكتارًا من الأرض عندما يمتلئ ويمكنه تخزين 19270 ألف متر مكعب من المياه. بدأ بناء السد في عام 1974 واكتمل في عام 2003. 